# Gorgoniceps charnwoodensis
Gorgoniceps charnwoodensis är en svampart som beskrevs av Graddon 1980. Gorgoniceps charnwoodensis ingår i släktet Gorgoniceps och familjen Helotiaceae.   Inga underarter finns listade i Catalogue of Life.